# 2021年のザ・ベスト・FIFAフットボールアウォーズ
2021年のザ・ベスト・FIFAフットボールアウォーズは、2022年1月17日にスイスで行われた授賞式で発表された。新型コロナウイルス感染症により、受賞者が会場に集結しないリモート開催となった。

## ザ・ベストFIFA男子選手
2021年11月22日に11名の候補者が選出され、2022年1月7日にリオネル・メッシ、ロベルト・レヴァンドフスキ、モハメド・サラーの3名が最終候補者として発表された。
ロベルト・レヴァンドフスキが賞を受賞した。
本年の男子選手は、2020年10月8日から2021年8月7日までの功績に応じて選出される。
| 順位 | 選手                       | 国籍         | 所属クラブ                                  | 得票数 |
| ---- | -------------------------- | ------------ | ------------------------------------------- | ------ |
| 1位  | ロベルト・レヴァンドフスキ | ポーランド   | バイエルン・ミュンヘン                      | 48     |
| 2位  | リオネル・メッシ           | アルゼンチン | バルセロナ / パリ・サンジェルマン           | 44     |
| 3位  | モハメド・サラー           | エジプト     | リヴァプール                                | 39     |
| 4位  | カリム・ベンゼマ           | フランス     | レアル・マドリード                          | 30     |
| 5位  | エンゴロ・カンテ           | フランス     | チェルシー                                  | 24     |
| 6位  | ジョルジーニョ             | イタリア     | チェルシー                                  | 24     |
| 7位  | クリスティアーノ・ロナウド | ポルトガル   | ユヴェントス / マンチェスター・ユナイテッド | 23     |
| 8位  | キリアン・エムバペ         | フランス     | パリ・サンジェルマン                        | 16     |
| 9位  | ケヴィン・デ・ブライネ     | ベルギー     | マンチェスター・シティ                      | 11     |
| 9位  | ネイマール                 | ブラジル     | パリ・サンジェルマン                        | 10     |
| 11位 | アーリング・ハーランド     | ノルウェー   | ドルトムント                                | 7      |

## ザ・ベストFIFA女子選手
2020年11月25日に13名の候補者が選出され、2020年12月11日に3名の最終候補者が発表された
本年の女子選手は、2020年10月8日から2021年8月6日までの功績に応じて選出される。
| 順位 | 選手                           | 国籍           | 所属クラブ              | 得票数 |
| ---- | ------------------------------ | -------------- | ----------------------- | ------ |
| 1位  | アレクシア・プテジャス         | スペイン       | バルセロナ              | 52     |
| 2位  | サム・カー                     | オーストラリア | チェルシー              | 38     |
| 3位  | ジェニファー・エルモソ         | スペイン       | バルセロナ              | 33     |
| 4位  | フィフィアネ・ミデマー         | オランダ       | アーセナル              | 30     |
| 5位  | クリスティン・シンクレア       | カナダ         | ポートランド・ソーンズ  | 28     |
| 6位  | アイタナ・ボンマティ           | スペイン       | バルセロナ              | 26     |
| 7位  | ルーシー・ブロンズ             | イングランド   | マンチェスター・シティ  | 15     |
| 8位  | マグダレーナ・エリクソン       | スウェーデン   | チェルシー              | 15     |
| 9位  | カロリーネ・グラハム・ハンセン | ノルウェー     | バルセロナ              | 15     |
| 10位 | ペルニレ・ハルダー             | デンマーク     | チェルシー              | 10     |
| 11位 | エレン・ホワイト               | イングランド   | チェルシー              | 9      |
| 12位 | スティーナ・ブラックステニウス | スウェーデン   | BKヘッケン / アーセナル | 5      |
| 13位 | 池笑然                         | 韓国           | チェルシー              | 4      |

## ザ・ベストFIFA男子ゴールキーパー
2021年11月22日に5名の候補者が選出され、2022年1月7日に3名の最終候補者が発表された。
| 順位 | 選手                       | 国籍       | 所属クラブ                      | 得票数 |
| ---- | -------------------------- | ---------- | ------------------------------- | ------ |
| 1位  | エドゥアール・メンディ     | セネガル   | チェルシー                      | 24     |
| 2位  | ジャンルイジ・ドンナルンマ | イタリア   | ACミラン / パリ・サンジェルマン | 24     |
| 3位  | マヌエル・ノイアー         | ドイツ     | バイエルン・ミュンヘン          | 12     |
| 4位  | アリソン                   | ブラジル   | リヴァプール                    | 8      |
| 5位  | カスパー・シュマイケル     | デンマーク | レスターシティ                  | 4      |

## ザ・ベストFIFA女子ゴールキーパー
2021年11月22日に5名の候補者が選出され、2022年1月7日に3名の最終候補者が発表された。
| 順位 | 選手                       | 国籍           | 所属クラブ                                  | 得票数 |
| ---- | -------------------------- | -------------- | ------------------------------------------- | ------ |
| 1位  | クリスティアネ・エンドレル | チリ           | パリ・サンジェルマン / オリンピック・リヨン | 26     |
| 2位  | ステファニー・ラベー       | カナダ         | ローゼンゴード / パリ・サンジェルマン       | 20     |
| 3位  | アン＝カトリン・ベルガー   | ドイツ         | チェルシー                                  | 14     |
| 4位  | ヘドヴィグ・リンダール     | スウェーデン   | アトレティコ・マドリード                    | 7      |
| 5位  | アリッサ・ニーハー         | アメリカ合衆国 | シカゴ・レッドスターズ                      | 5      |

## ザ・ベストFIFA男子監督
2021年11月22日に7名の候補者が選出され、2022年1月6日に3名の最終候補者が発表された。
| 順位 | 監督                   | 国籍         | 指導チーム                          | 得票数 |
| ---- | ---------------------- | ------------ | ----------------------------------- | ------ |
| 1位  | トーマス・トゥヘル     | ドイツ       | チェルシー                          | 28     |
| 2位  | ロベルト・マンチーニ   | イタリア     | イタリア                            | 15     |
| 3位  | ペップ・グアルディオラ | スペイン     | マンチェスター・シティ              | 14     |
| 4位  | リオネル・スカローニ   | アルゼンチン | アルゼンチン代表                    | 7      |
| 5位  | ハンジ・フリック       | ドイツ       | バイエルン・ミュンヘン / ドイツ代表 | 6      |
| 6位  | ディエゴ・シメオネ     | アルゼンチン | アトレティコ・マドリード            | 1      |
| 7位  | アントニオ・コンテ     | イタリア     | インテル / トッテナム               | 1      |

## ザ・ベストFIFA女子監督
2021年11月22日に7名の候補者が選出され、2022年1月6日に3名の最終候補者が発表された。
| 順位 | 監督                       | 国籍         | 指導チーム                      | 得票数 |
| ---- | -------------------------- | ------------ | ------------------------------- | ------ |
| 1位  | エマ・ヘイズ               | イングランド | チェルシー                      | 22     |
| 2位  | ルイス・コルテス           | スペイン     | バルセロナ / ウクライナ代表     | 19     |
| 3位  | サリナ・ウィーフマン       | オランダ     | オランダ代表 / イングランド代表 | 14     |
| 4位  | ビバリー・プリーストマン   | イングランド | カナダ代表                      | 13     |
| 5位  | ペーター・イエルハルドソン | スウェーデン | スウェーデン代表                | 4      |

## FIFA/FIFProワールドイレブン

### 男子
23名の候補者は2021年12月14日に発表された。
| ポジション | 選手                       | 国籍         | 所属クラブ                                  |
| ---------- | -------------------------- | ------------ | ------------------------------------------- |
| GK         | ジャンルイジ・ドンナルンマ | イタリア     | ACミラン / パリ・サンジェルマン             |
| DF         | ダヴィド・アラバ           | オーストリア | バイエルン・ミュンヘン / レアル・マドリード |
| DF         | レオナルド・ボヌッチ       | イタリア     | ユヴェントス                                |
| DF         | ルベン・ディアス           | ポルトガル   | マンチェスター・シティ                      |
| MF         | ケヴィン・デ・ブライネ     | ベルギー     | マンチェスター・シティ                      |
| MF         | ジョルジーニョ             | イタリア     | チェルシー                                  |
| MF         | エンゴロ・カンテ           | フランス     | チェルシー                                  |
| FW         | アーリング・ハーランド     | ノルウェー   | ドルトムント                                |
| FW         | ロベルト・レヴァンドフスキ | ポーランド   | バイエルン・ミュンヘン                      |
| FW         | リオネル・メッシ           | アルゼンチン | バルセロナ / パリ・サンジェルマン           |
| FW         | クリスティアーノ・ロナウド | ポルトガル   | ユヴェントス / マンチェスター・ユナイテッド |

### 女子
23名の候補者は2021年12月15日に発表された。
| ポジション | 選手                       | 国籍           | 所属クラブ                                                 |
| ---------- | -------------------------- | -------------- | ---------------------------------------------------------- |
| GK         | クリスティアネ・エンドレル | チリ           | パリ・サンジェルマン / オリンピック・リヨン                |
| DF         | ミリー・ブライト           | イングランド   | チェルシー                                                 |
| DF         | ルーシー・ブロンズ         | イングランド   | マンチェスター・シティ                                     |
| DF         | マグダレーナ・エリクソン   | スウェーデン   | チェルシー                                                 |
| DF         | ワンディ・ルナール         | フランス       | オリンピック・リヨン                                       |
| MF         | エステファニア・バニーニ   | アルゼンチン   | レバンテ / アトレティコ・マドリード                        |
| MF         | バルバラ・ボナンセーア     | イタリア       | ユヴェントス                                               |
| MF         | カーリー・ロイド           | アメリカ合衆国 | NJ/NY ゴッサム                                             |
| FW         | マルタ                     | ブラジル       | オーランド・プライド                                       |
| FW         | フィフィアネ・ミデマー     | オランダ       | アーセナル                                                 |
| FW         | アレックス・モーガン       | アメリカ合衆国 | トッテナム / オーランド・プライド / サンディエゴ・ウェーブ |

## FIFAプスカシュ賞
2020年11月25日に11名の候補者が選出され、2020年12月11日に3名の最終候補者が発表された。
2020年7月20日から2021年10月7日までのすべてのゴールが対象であり、FIFA.comの登録ユーザーは12月7日まで投票できる。その結果と、10名のパネリストによる投票により決定される。
| 順位 | 選手               | 試合                     | 大会                             | 日時          | 得票数 |
| ---- | ------------------ | ------------------------ | -------------------------------- | ------------- | ------ |
| 1位  | エリク・ラメラ     | アーセナル vs トッテナム | プレミアリーグ2020-2021          | 2021年3月14日 | 22     |
| 2位  | メフディ・タレミ   | チェルシー vs ポルト     | UEFAチャンピオンズリーグ 2020-21 | 2021年4月13日 | 21     |
| 3位  | パトリック・シック | スコットランド vs チェコ | UEFA EURO 2020                   | 2021年6月14日 | 21     |

## FIFAフェアプレー賞
| 受賞者                                               | 所属チーム | 受賞理由 |
| ---------------------------------------------------- | ---------- | --- |
| サッカーデンマーク代表メディカル・コーチングスタッフ | -          | UEFA EURO 2020でのデンマーク vs フィンランド戦でクリスティアン・エリクセンが倒れた後、それぞれ勇敢に対応し、心肺蘇生法（CPR）を即座に行い、輪を作ってカメラから選手を守ったことに対して |

## FIFAファン賞
この賞は大会・国籍・性別に関係なく、2020年10月から2021年8月までのファンによる最高の瞬間やジェスチャーを祝うための賞である。パネリストによって候補が選出され、FIFA.comの登録ユーザーは2022年1月14日まで投票することができる。
2021年11月22日に3名の最終候補者が発表された。
| 順位 | ファン                         | 試合                       | 大会           | 日時          | 授賞理由 | 得票数  |
| ---- | ------------------------------ | -------------------------- | -------------- | ------------- | -------- | ------- |
| 1位  | デンマークとフィンランドファン | デンマーク vs フィンランド | UEFA EURO 2020 | 2021年6月12日 |          | 107,565 |
| 2位  | イモゲンパップワース-ハイデル  |                            |                |               |          | 77,887  |
| 3位  | ドイツサッカーファン           |                            |                |               |          | 70,229  |

## The Best FIFA特別賞
ポルトガルのクリスティアーノ・ロナウドとカナダのクリスティン・シンクレアに特別賞が授与され、それぞれ男性と女性のシニアサッカーで史上最高の国際ゴールスコアラーになったことを表彰しました。